# Le monde nous appartient
Pour plus de détails, voir Fiche technique et Distribution.
Le monde nous appartient est un long-métrage belge réalisé par Stephan Streker, sorti en 2013 en Belgique.

## Fiche technique
- Réalisation : Stephan Streker
- Scénario : Stephan Streker
- Directeur de la photographie : Antoine Roch
- Montage : Yann Dedet, Dan Dobi
- Décors : Catherine Cosme
- Costumes : Frédérique Leroy
- Son : Carine Zimmerlin, Ranko Paukovic, Vincent de Bast, Louis Vyncke, Cyrille Lauwerier
- Régisseur général : Antonin Morel
- Directeur de production :  Thomas Jaubert
- Directrice de post-production : Jeanne Granveaud
- Société de production : Bardafeu Cinéma
- Co-production : RTBF, Formosa Productions Inc., Ex nihilo, Minds Meet, Volya Films, uFilm, Belgacom
- Société de distribution : K-Films Amérique (Québec)
- Pays d’origine :  Belgique
- Langue originale : français
- Format : couleur
- Genre : Film dramatique
- Durée : 88 minutes
- Dates de sortie : 
  - Canada : août 2012 (Festival des films du monde de Montréal - Montréal World Film Festival)
  - Belgique : 13 février 2013
  - France : 11 juin 2014

## Distribution
- Vincent Rottiers : Pouga
- Ymanol Perset : Julien
- Olivier Gourmet : Freddy
- Reda Kateb : Zoltan
- Dinara Droukarova : Magali
- Sam Louwyck : Éric
- Earl Okin : le chanteur dans le métro
- Laura Davidt : Elodie
- Albert Cartier : le coach
- Bernard Suin : Kestemont
- Astrid Whettnall : la joueuse anonyme
- Fabrice Bénichou : le joueur anonyme
- Geoffrey Thompson : le trickseur
- Michaël Jonckheere : Max
- Caroline Lemaire : la fille dans la vitrine rouge
- Eliane Nsanze : la fille dans la vitrine jaune
- Caroline Venturini : la fille dans la vitrine bleue
- Christian Degeimbre : le barman
- Cédric De Troetsel : le policier dans le métro
- Chloé Nguemaleu : la petite fille dans le tramway
- Vinciane LeMen : la femme sur le pont (as Vinciane Le-Mên)
- Serge Nuten : L'homme sur le pont
- Vince Davy : L'employé du crématorium
- Harmonie Rouffiange : la jeune fille inanimée
- Vincent Dutilleux : L'ambulancier dans la salle de bain
- Nicole Colchat : la mère de la jeune fille inanimée
- Thomas Leruth : le médecin urgentiste
- Kevin Van Doorslaer : le pompier dans la caserne
- Alexandre De Melas : le collègue de Pouga
- Jacques Teugels : la légende du foot I
- Maurice Martens : la légende du foot II
- Frédéric Renotte : L'assistant du coach
- Stéphane Mahaux : Stéphane
- Jérôme Nollevaux : un footballeur
- Sébastien Phiri : un footballeur
- Benoît Ladrière : un footballeur
- Aurélien Coppin : un footballeur
- Romain Haghedooren : un footballeur
- Alexandre Teirlinckx : un footballeur
- Trésor Diowo : un footballeur
- Loki Boto : un footballeur
- David Sanchez : un footballeur
- Sergio Aragon : un footballeur
- Gary Ambroise : un footballeur
- Yohan Chalon : un footballeur
- Jonathan Lusadusu : un footballeur
- Didier Van Nieuwerburgh : le père de Pouga
- Christian Petersson : le gardien de nuit I
- Simon Mazzier : le gardien de nuit II
- Carmela Locantore : la dame au sac à main
- Rita Jashari : une danseuse dans la boite de nuit
- Maïté Detal : une danseuse dans la boite de nuit
- Mike Star : un danseur dans la boite de nuit
- Karim Gassama : le brancardier I
- Alain Vandael : le brancardier II
- Laura del Sol : la mère de Julien (photo)

## Récompenses et distinctions

### Récompenses
- 2014 : Magritte de la Meilleure musique originale  pour Ozark Henry

### Nominations
- 2014 : 
  - Magritte du Meilleur film
  - Magritte des Meilleurs décors